# Юзефие (нефтяное месторождение)
Юзефие (англ. Yousefieh) — нефтяное месторождение в Сирии. Открыто в 2008 году, разработка начата в 2010 году. Месторождение находится в трёх километрах к востоку от месторождения Хурбет-Ист.
Начальные запасы нефти составляет 2 млн тонн. Плотность нефти 0,92 г/см3 или 23° API. Проектная добыча нефти по расчётам 2006 года должна была составить 0,2 млн тонн.
Оператором месторождении является Gulfsands Petroleum (50 %). Другой партнер Emerald Energy (50 %).